# Coupe du Président d'Irlande féminine 2023
La Coupe du Président d'Irlande féminine 2023, en anglais : 2023 Women's President's Cup, est la première édition de la Coupe du Président, une compétition de football qui oppose à partir de cette année en début de saison le vainqueur du championnat et celui de la Coupe d'Irlande. Les championnes d'Irlande et vainqueurs de la Coupe d'Irlande 2022, les Shelbourne Ladies Football Club sont opposés à leur second dans les deux compétitions, le Athlone Town Association Football Club Ladies. La rencontre se déroule au Athlone Town Stadium à Athlone.
Cette première édition est remportée par le Athlone Town Association Football Club Ladies qui s'impose aux tirs au but (5 à 4) après avoir fait match nul 2 - 2 contre le Shelbourne Ladies Football Club.

## Organisation
La rencontre se déroule le 25 février 2023 au Athlone Town Stadium à Athlone dans le centre de l'Irlande. La rencontre se déroule comme il en est aussi l'usage pour la compétition masculine sous la présidence du Président d'Irlande Michael D. Higgins.

## Le match

### Présentation de la rencontre
Cette première Coupe du Président oppose les deux meilleures équipes de la saison 2022. Shelbourne Ladies a remporté le championnat et la coupe d'Irlande en devançant à chaque fois Athlone Town Ladies. Les dublinoises ont remporté le championnat lors de la dernière journée de la compétition avec deux points d'avance sur Athlone. Puis elles ont battu la même équipe lors de la finale de la coupe sur le score de 2-0.
Quelques mois plus tard les deux équipes se présentent pour la première compétition officielle de l'année 2023 totalement transformées. En effet, les deux équipes ont perdu nombre de leurs joueuses parmi les plus importantes.
Shelbourne voit six joueuses, dont trois internationales irlandaises, recrutées par la nouvelle équipe des Shamrock Rovers Ladies, Amanda Budden, Abbie Larkin, Jessica Gargan, Lia O’Leary, Shauna Fox et Aoife Kelly. 
De son côté Athlone Town, équipe surprise de l'année 2022 perd la meilleure joueuse du championnat 2022, Emily Corbet qui est recrutée par Wexford Youths et deux joueuses elles aussi parties chez les Rovers, Melissa O'Kane et Jessica Hennessy.

### Déroulement de la rencontre
| 25 février 2023 | Athlone Town Ladies | 2 - 2             | Shelbourne Ladies | Athlone Town Stadium                            |                                                 |
| 16:00           | Muireann Devaney 37e · Roisin Molloy 68e | (1 - 2)           | 8e Noelle Murray · 13e Alex Kavanagh | Spectateurs : 1 423 Arbitrage : Louise Thompson | Spectateurs : 1 423 Arbitrage : Louise Thompson |
| 16:00           | Maddison Gibson · Nausica Costantini · Julia Weithofer · Kellie Brennan · Kate Slevin · Muireann Devaney | Tirs au but 5 - 4 | Jessie Stapleton · Pearl Slattery · Alex Kavanagh · Noelle Murray · Ruvimbo Mucherera · Christie Gray · | Spectateurs : 1 423 Arbitrage : Louise Thompson | Spectateurs : 1 423 Arbitrage : Louise Thompson |
| 16:00           | Nyla Peterkin (Ciara Glackin 46e); Julia Weithofer, Nausica Costantini, Kayleigh Shine, Shauna Brennan; Roisin Molloy (Kellie Brennan 83e), Laurie Ryan, Muireann Devaney, Scarlett Herron (Kate Slevin 46e), Maddison Gibson; Chloe Singleton. | Équipes           | Courtney Maguire; Maggie Pierce, Pearl Slattery, Jessie Stapleton, Keeva Keenan; Siobhan Killeen (Kerri Letmon 61e), Alex Kavanagh, Rachel Graham (Nadine Clare 61e), Megan Smyth-Lynch (Ruvimbo Mucherera 71e); Noelle Murray; Jemma Quinn (Christie Gray 71e). | Spectateurs : 1 423 Arbitrage : Louise Thompson | Spectateurs : 1 423 Arbitrage : Louise Thompson |

Athlone Town Ladies remporte le premier trophée de son histoire.